# Море дерев
«Море дерев» (англ. Sea of Trees) — містична драма режисера Ґаса Ван Сента. Головні ролі виконали Меттью Макконахі, Кен Ватанабе та Наомі Воттс.
Сюжет фільму оповідає про американця, який намагається звести рахунки з життям в японському «Лісі самогубців», де зустрічає японця зі схожою мотивацією. Знімання почалося 28 липня 2014 року і проходило в місті Фоксборо, штат Массачусетс, а також на території Японії. Прем'єра фільму відбулася в основному конкурсі Каннського кінофестивалю 2015 року.

## Сюжет
Артур Бреннан, ад'юнкт-професор фізики, вирушає до Аокігахари, відомої як "Ліс самогубців", із запечатаним пакетом. Там він намагається покінчити з життям, прийнявши надмірну дозу ліків, але зустрічає японця Такумі Накамуру. Такумі увійшов до лісу два дні тому і перерізав собі вени через пониження на роботі, але зрозумів, що сумуватиме за своєю дружиною та донькою. Відтоді він безуспішно намагається знайти шлях назад. Артур вирішує допомогти, але вони губляться в густому лісі. Щоб відволіктися, вони діляться подробицями свого життя, зокрема Такумі називає імена своєї дружини та доньки: "Кіїро" і "Фую".
Через флешбеки розкривається, що Артур жив у нещасливому шлюбі з Джоан, ріелторкою. Джоан дорікала Артуру за його роман із колегою Габріеллою та за те, що він ставив свої потреби вище їхніх як пари. Артур ненавидів алкоголізм Джоан і її постійні приниження через те, що він заробляв менше. Одного вечора після сварки у Джоан почалася сильна носова кровотеча. У лікарні їй діагностують пухлину мозку. Джоан і Артур поступово відновлюють свої почуття. Після операції вони згадують поїздки до їхнього будинку біля озера, де Джоан годинами гуляла серед орхідей. Артур обіцяє відвезти її туди після одужання.
Джоан перевозять до реабілітаційної лікарні. Артур їде за швидкою в своїй машині, розмовляючи з нею по телефону. Він жартує, що не знає її улюбленого кольору чи пори року. Перш ніж Джоан встигає відповісти, вантажівка врізається в швидку, і Джоан гине. На похороні Артур зізнається організатору, що погано знав Джоан, попри роки шлюбу. Той відповідає, що чув, як сестра Джоан згадувала, що надіслала Артуру улюблену книгу Джоан.
У сьогоденні Артур і Такумі борються за виживання в лісі, переживаючи падіння, повінь, зневоднення та переохолодження за одну ніч. Вони натрапляють на тіла тих, хто успішно покінчив із собою. Ховаючись у наметі з трупом, який мав із собою аварійні запаси, Артур біля вогнища розповідає Такумі, що опинився в лісі через почуття провини за те, як вони з Джоан ставилися одне до одного.
Наступного ранку Артур залишає хворого Такумі біля намету, обіцяючи повернутися з допомогою. За допомогою рації загиблого туриста він зв’язується з рейнджерами, але, ослаблений, не може повідомити, що Такумі залишився в лісі.
Через 12 днів Артура готують до виписки з лікарні. Він планує повернутися до лісу, щоб знайти Такумі, але психіатр повідомляє, що рейнджери знайшли намет, але нікого там не було. Вона також стверджує, що людини на ім’я Такумі Накамура з дружиною та донькою на імена, які він назвав, не існує, а камера на вході до парку зафіксувала лише Артура.
Артур повертається до лісу і знаходить пакет, який залишив, коли вперше зустрів Такумі. Біля намету він бачить пальто, яким вкривав Такумі, але замість нього — прекрасну орхідею. Він згадує, як Такумі описував ліс як чистилище, де духи близьких найближче в найтемніші моменти. У пакеті — улюблена книга Джоан, "Гензель і Гретель". Артур усвідомлює, що Такумі був духом Джоан, який допомагав йому впоратися з виною.
Повернувшись до США, Артур забирає орхідею. Під час прийому студент Ерік пояснює, що імена дружини та доньки Такумі — не імена, а слова, що означають "жовтий" і "зима". Артур згадує останню розмову з Джоан про її улюблений колір і пору року. Він їде до будинку біля озера і садить орхідею в саду Джоан.

## У ролях
- Меттью Макконагі — Артур Бреннан[3]
- Кен Ватанабе — Такумі Накамура[4]
- Наомі Воттс — Джоан Бреннан[5]
- Кеті Аселтон — Габріелла Лафорте[6]
- Джордан Джаваріс — Ерік[7]

## Створення

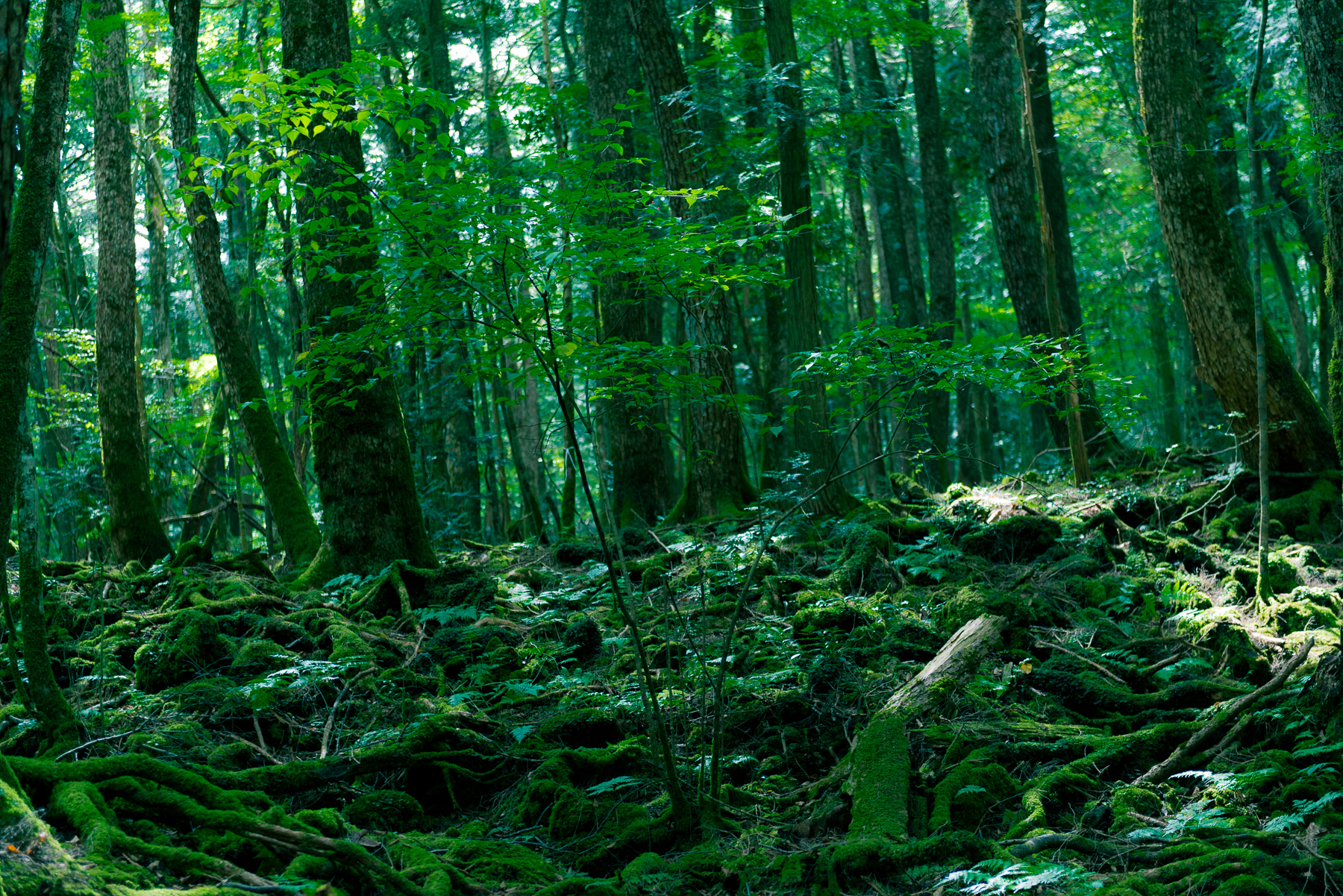
Японський «Ліс самогубців»

5 грудня 2013 року було оголошено, що Гас Ван Сент буде режисером фільму «Море дерев» про японський «Ліс самогубців». 4 лютого 2014 року Меттью Макконахі приєднався до акторського складу фільму, як один з головних персонажів — другого мав зіграти Кен Ватанабе. 13 травня з'явилася інформація, що продюсер Кен Као фінансуватиме фільм через свою компанію Waypoint Entertainment, другим продюсером виступив Джил Неттер і його фірма Netter Productions. 15 травня було оголошено, що Наомі Уоттс виконає головну жіночу роль в цьому фільмі, бюджет якого оцінюється в 25—28 млн доларів. Під час Каннського кінофестивалю, були продані права на дистрибуцію фільму: компанія Entertainment One буде дистриб'ютором стрічки у Великій Британії, Австралії та Новій Зеландії, а Sony Pictures Worldwide на території Східної Європи, Латинської Америки і Скандинавії. 15 серпня Кетрін Аселтон приєдналася до акторського складу, вона зіграє роль жінки, яка має стосунки з персонажем Макконахі. 30 вересня було оголошено, що Джордан Джаваріс також виконає одну з ролей у цьому фільмі.

### Знімання
15 травня 2014 року Макконахі і режисер Гас Ван Сент розповідали про майбутній фільм, початок роботи було заплановано на 15 липня, Ван Сант сказав: «Моя остання надія, спробувати зняти фільм в Японії, якщо все піде дуже складно, ми, напевно, переїдемо знімати на північний захід США, де є схожі природні ландшафти».
Основне знімання фільму стартувало 28 липня 2014 року в місті Фоксбро. Знімальна група працювала в глибині лісу в державному лісі Гілберт Хіллс, а також в каплиці біля річки Кокассет. Публіцист Грегг Діамант писав: «Кінематографісти оглянули близько п'яти місць по всій країні. Події фільму відбуваються в Японії і на північному сході США, ми вибрали штат Массачусетс. Це гарне місце».
Знімання в Массачусетсі тривало до вересня, після чого — перемістилося в Японію. Основне знімання завершили 30 вересня 2014 року, потім почалася стадія постпродакшену в Лос-Анджелесі.

## Відгуки критиків

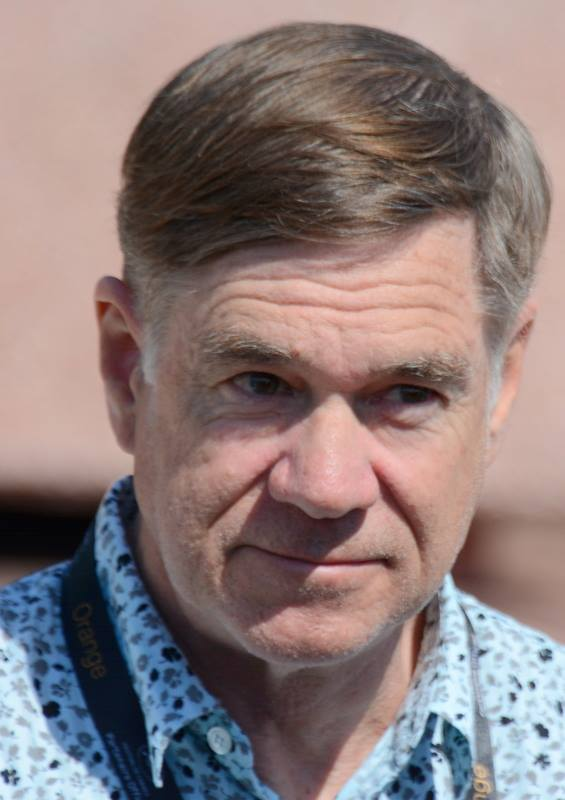
Гас Ван Сент на Каннський кінофестиваль 2015

За підсумками прем'єрного показу фільму на Каннському фестивалі журналісти з онлайн-видання Lenta.ru написали наступний відгук: 
|  | Все настільки сумно і передбачувано, що тільки диву даєшся. Маса банальних ремінісценцій з минулого (герой весь час згадує сварки з дружиною) муляють очі, фільм буксує, більше нагадуючи учнівську замальовку студента кіношколи, ніж роботу автора такого рівня. Крайністю виглядає повільне знімання природи в дусі програм National Geographic, фіксація на тих самих деревах, яких дійсно море, печерах, квіточки та інших японських красотах. І ще ця нав'язлива музика, що супроводжує кожен крок персонажів - як з первісної ери кіно. Режисер стверджує, що надихнувся самурайськими історіями про самогубства, але щоб це зрозуміти, доводиться побороти двогодинний сон і звикнути до вираження страждання на обличчі головною сучасної кінозірки Америки, неможливо пов'язувалася з його звичним образом крутого чувака. Загалом, найбільше розчарування фестивальної програми. |

Антон Долін з журналу «Афіша» назвав фільм «мабуть, самою провальною роботою режисера», автор зазначив, що в ньому немає тієї метафізики, якій Ван Сент упивався в етапних фільмах схожого змісту — «Джеррі» або "Останніх днях ", у лише містично-пишномовності банальності в дусі пізнього М. Найта Шьямалана. Він підсумував: 
|  | Чому майстер дав маху, можна тільки гадати. Сценарій - гидота, музика - жах, актори безпорадні, хоч і стараються, але підпис щось під цим ставив режисер, і нема кого звинувачувати, крім нього. Не виключено, що смерть занадто серйозний матеріал, щоб захоплюватися їм настільки серйозно і надовго. Або расстанешься з життям, або - що переважно, але теж не цукор - перетворишся на посміховисько. |

Також відзначався неймовірно низький рейтинг фільму — більшість критиків поставило кінострічці оцінку «дуже погано». Так, в свою чергу, штатний критик газети Variety Джастін Чанг поскаржився, що в цю кінострічку «запхали відразу декілька поганих фільмів»
На сайті Rotten Tomatoes фільм має рейтинг 0 % із середньою оцінкою 2,5 бали з 10 на основі 11 рецензій.